# Fyffes
Fyffes ist ein irisches Unternehmen mit Firmensitz in Dublin. Es ist einer der größten Fruchthändler der Welt und einer der größten Fruchtimporteure und -distributeure Europas. Im Segment Bananen ist Fyffes europäischer Marktführer. Das Unternehmen ist spezialisiert auf den Handel mit Bananen, Ananas, Melonen und Pilzen.

## Geschichte
1789 verlässt Henry Fyffe den Familiensitz in Perth, Schottland, und zieht nach London, um sich als „Lebensmittelhändler und Teehändler“ niederzulassen.
1887 reist der Urenkel von Henry, der Londoner Lebensmittelgroßhändler Edward Wathen Fyffe, mit seiner Frau Ida auf die Kanarischen Inseln, um sich von Tuberkulose zu erholen. Dort ist er von der Qualität der Bananen beeindruckt und beschließt, in London eine Importagentur für Erzeuger zu gründen, die neue Märkte suchen. 1888 begann Fyffe mit dem kommerziellen Import von Bananen; die erste Kleinstlieferung von zwei Bananensträußen trifft in den Büros in London ein. Noch im selben Jahr entwickelt sich das Geschäft so schnell weiter, dass Fyffe bald keine Zeit mehr für Tee hat.
1897 fusionierte er sein Unternehmen mit Hudson Brothers, einem anderen Importeur, zu Fyffe Hudson & Co. Das Geschäft entwickelte sich weiter und schon 1900 erreichten die ersten Fyffe-Bananen Irland. Das Unternehmen wurde schließlich so erfolgreich, dass es Land auf den Kanaren erwarb, um dort Bananenplantagen anzulegen.
In der Zwischenzeit hatte Elder Dempster & Company (ein großes Schifffahrtsunternehmen, das mit den Kanarischen Inseln handelte) den Erfolg von Fyffe & Hudson beobachtet und folgte diesem Beispiel. Im Jahr 1898 wurde das Obstimportgeschäft von Elder Dempster auf Jamaika ausgedehnt. Um die Wirtschaft der Insel zu schützen, erklärte sich die britische Regierung bereit, Elder Dempster einen Zuschuss von 40.000 Pfund pro Jahr zu zahlen, damit diese einen regelmäßigen Dampferdienst nach Jamaika betreiben und große Mengen Bananen auf den britischen Markt bringen konnten. Im Mai 1901 fusionierten die beiden Unternehmen und gründeten damit die Elders & Fyffes Ltd. in London. Im folgenden Jahr wurden 45 % des Unternehmens von der United Fruit Company of America erworben.
1902 eröffnete Charles McCann einen Gemüseladen in der Clanbrassil Street in Dundalk und wurde damit der erste Vertreter des damals noch jungen Londoner Bananenimporteurs Fyffes in Irland. Unter dem Dach der United Fruit Importers of Ireland bringt die Familie McCann schrittweise eine zersplitterte Gruppe von Obstgroßhändlern und -vertreibern zusammen. Diese wird schließlich 1981 als FII plc. an der irischen Börse gelistet.
1986 übernimmt das Unternehmen die globale Marke Fyffes vom US-Rivalen Chiquita und benennt sich 1990 in Fyffes plc. um. 1996 erwirbt Fyffes das Bananengeschäft von Geest Plc. und erwirbt 1999 50 % der Capespan Holdings International.
2002 verklagt Fyffes DCC plc. wegen des Verkaufs einer Beteiligung an dem Unternehmen. Im Mai 2006 gliedert das Unternehmen sein Immobilienportfolio in eine separate Firma, Blackrock International Land plc., aus. Das Unternehmen behält einen 40-% Anteil an dem neuen Unternehmen. Blackrock änderte im Oktober 2010 seinen Namen in Balmoral International Land plc.
Im Januar 2007 gliedert das Unternehmen sein Frischwarengeschäft als Total Produce plc aus. Die McCanns halten derzeit einen Anteil von 11,6 % an dem Unternehmen.
Im März 2014 wurde eine geplante Fusion mit dem US-amerikanischen Unternehmen Chiquita Brands International bekannt. Ein Konsortium aus dem brasilianischen Fruchtkonzern Grupo Cutrale und dem ebenfalls brasilianischen Finanzunternehmen Safra Group von Joseph Safra gab daraufhin ein Gegengebot ab. Diesem stimmte Chiquita im Oktober 2014 zu, sodass die Fusion mit Fyffes nicht zustande kam.
Im Oktober 2016 begannen Gespräche zwischen David McCann und dem japanischen Mischkonzern Sumitomo Corporation. Ende des Jahres einigte sich Fyffes auf eine vollständige Übernahme durch die Sumitomo Corporation, dem größten Bananenimporteur Japans, für 751 Millionen Euro.

## Unternehmen
Größte Aktionäre mit jeweils über 10 % Anteil waren mit Stand Frühjahr 2016:
- InterTech (US-amerikanischer Investmenttrust der Familie von Anita Zucker, ex-Governor der Hudson’s Bay Company)
- Balkan Investment Company (Investmentvehikel der Familie von David McCann)
- Fidelity International

Gemeinsam mit dem Gemüsering Stuttgart betreibt Fyffes das Joint Venture Fruchtimport van Wylick, das vor allem Bananen importiert.